# WEDDING SONG (OUTER-TRIBEの曲)
「WEDDING SONG」（ウェディング・ソング）は、OUTER-TRIBEの3枚目のシングル。2011年5月25日にHIXNADEから発売された。

## 概要
前作「いつか君と見た夜空」より4ヶ月ぶりのシングルである。表題曲「WEDDING SONG」は、当バンドの前身バンド、Five Stones時代にライブで披露されていた楽曲をアレンジした楽曲となっている。ジャケットは、初めてメンバーの写真が使われていないものとなった。

## 収録曲
作詞：OUTER-TRIBE・P.Diamond／作曲：OUTER-TRIBE
1. WEDDING SONG [4:32]
  - 編曲：高橋哲也、大西省吾
2. a whole new world [3:58]
  - 編曲：大西省吾
3. WEDDING SONG (off vocal) [4:32]
4. a whole new world (off vocal) [3:55]